# Agallia phalerata
Agallia phalerata är en insektsart som beskrevs av Carl Stål 1859. Agallia phalerata ingår i släktet Agallia och familjen dvärgstritar. Inga underarter finns listade i Catalogue of Life.